# Lindneromyia quatei
Lindneromyia quatei är en tvåvingeart som beskrevs av Chandler 1994. Lindneromyia quatei ingår i släktet Lindneromyia och familjen svampflugor.
Artens utbredningsområde är Vietnam. Inga underarter finns listade i Catalogue of Life.